# 1-ша армія (Канада)
1-ша а́рмія Канади (англ. First Canadian Army) — військове об'єднання канадських збройних сил. Брала активну участь у Другій світовій війні на Західному фронті з липня 1944 по травень 1945 року.
Армія сформована на початку 1942 року на заміну ненумерованим канадським корпусам та збільшенню чисельності канадських військ на території Британських островів. Наприкінці 1943 року до її складу входили три піхотні, дві танкові дивізії та ще дві окремі танкові бригади. До початку висадки військ союзників у Нормандії її загальна чисельність становила 251 000 вояків, 75 тис. воювали на Італійському фронті.

## Бойовий склад 1-ї армії
- I-й корпус;
  - 5-та бронетанкова дивізія;
  - 1-ша піхотна дивізія;
- II-й корпус;
  - 2-га піхотна дивізія;
  - 3-тя піхотна дивізія;
  - 4-та бронетанкова дивізія;
  - 1-ша польська бронетанкова дивізія.